# العلاقات الأفغانية المارشالية
العلاقات الأفغانية المارشالية هي العلاقات الثنائية التي تجمع بين أفغانستان وجزر مارشال.

## مقارنة بين البلدين
هذه مقارنة عامة ومرجعية للدولتين:
| وجه المقارنة                                              | أفغانستان                    | جزر مارشال                     |
| --------------------------------------------------------- | ---------------------------- | ------------------------------ |
| المساحة (كم2)                                             | 652.23 ألف                   | 181                            |
| عدد السكان (نسمة)                                         | 34.94 مليون                  | 53.13 ألف                      |
| الكثافة السكانية (ن./كم²)                                 | 53.57                        | 29.35 ألف                      |
| العاصمة                                                   | كابل                         | ماجورو                         |
| اللغة الرسمية                                             | اللغة البشتوية، اللغة الدرية | لغة إنجليزية، اللغة المارشالية |
| العملة                                                    | أفغاني                       | دولار أمريكي                   |
| الناتج المحلي الإجمالي (بليون دولار)                      | 20.82 مليار                  | 199.40 مليون                   |
| الناتج المحلي الإجمالي (تعادل القوة الشرائية) بليون دولار | 62.62 مليار                  | 207.25 مليون                   |
| الناتج المحلي الإجمالي الاسمي للفرد دولار أمريكي          | 594                          | 3.38 ألف                       |
| الناتج المحلي الإجمالي للفرد دولار أمريكي                 | 1.93 ألف                     | 3.80 ألف                       |
| مؤشر التنمية البشرية                                      | 0.479                        |                                |
| رمز المكالمات الدولي                                      | +93                          | +692                           |
| رمز الإنترنت                                              | .af                          | .mh                            |
| المنطقة الزمنية                                           | ت ع م+04:30                  | ت ع م+12:00                    |

## منظمات دولية مشتركة
يشترك البلدان في عضوية مجموعة من المنظمات الدولية، منها:
| علم المنظمة | اسم المنظمة                   | تاريخ انضمام أفغانستان | تاريخ انضمام جزر مارشال |
| ----------- | ----------------------------- | ---------------------- | ----------------------- |
|             | البنك الدولي للإنشاء والتعمير | 14 يوليو 1995          | 21 مايو 1992            |
|             | بنك التنمية الآسيوي           | 1966                   | 1990                    |
|             | يونسكو                        | 4 مايو 1948            | 30 يونيو 1995           |
|             | الاتحاد الدولي للاتصالات      | 12 أبريل 1928          | 22 فبراير 1996          |
|             | مؤسسة التمويل الدولية         | 23 سبتمبر 1957         | 23 سبتمبر 1992          |
|             | منظمة الشرطة الجنائية الدولية | ?                      | ?                       |
|             | الأمم المتحدة                 | 19 نوفمبر 1946         | 17 سبتمبر 1991          |
|             | مؤسسة التنمية الدولية         | 2 فبراير 1961          | 19 يناير 1993           |
|             | منظمة حظر الأسلحة الكيميائية  | ?                      | ?                       |

## وصلات خارجية
- موقع وزارة الخارجية الأفغانية